# 新豐溪
新豐溪為一位於台灣北部之縣市管河川，又稱紅毛河，幹流長度33.98公里，流域面積94.75平方公里，分佈於新竹縣新豐鄉、湖口鄉及桃園市楊梅區。主流上游為北勢溪，發源於楊梅區東流里老窩山北側，向西北流經水流東、長安、四湖尾，與德盛溪匯合稱為崁頭溪，再與波羅汶溪匯合後始稱新豐溪，最終於紅毛港注入台灣海峽。

## 水系主要河川
以下由河口至源頭列出水系主要河川，其中粗體字為主流河道：
- 新豐溪：新竹縣新豐鄉、湖口鄉、桃園市楊梅區
  - 茄苳溪：新竹縣新豐鄉、湖口鄉
  - 中崙溪：新竹縣新豐鄉、湖口鄉
    - 德龜溪：新竹縣新豐鄉、湖口鄉

  - 波羅汶溪：新竹縣新豐鄉、湖口鄉
    - 糞箕窩溪：新竹縣湖口鄉

  - 崁頭溪：新竹縣新豐鄉、湖口鄉、桃園市楊梅區
    - 德盛溪：新竹縣新豐鄉、湖口鄉、桃園市楊梅區
    - 北勢溪：新竹縣新豐鄉、湖口鄉、桃園市楊梅區